# Лелешть (Горж)
Лелешть, Лелешті (рум. Lelești) — село у повіті Горж в Румунії. Входить до складу комуни Лелешть.
Село розташоване на відстані 239 км на захід від Бухареста, 8 км на північний захід від Тиргу-Жіу, 98 км на північний захід від Крайови.

## Населення
За даними перепису населення 2002 року у селі проживала 1401 особа, усі — румуни. Усі жителі села рідною мовою назвали румунську.